# El espejo de tinta
«El espejo de tinta» es un cuento del escritor argentino Jorge Luis Borges. Fue publicado primero en la revista Crítica y luego en el libro Historia universal de la infamia.  Trata de un hechicero y un Rey Doliente que enloquece al ver su propio doble.  Entre los temas que sugiere, se destacan los del espejo, del círculo y del tiempo, y de las máscaras.  También se refiere a la estética y al poder de la palabra.

## Orígenes y contexto
El cuento fue publicado en Historia universal de la infamia (1935), el primer libro de cuentos de Borges. Como muchos de los cuentos reunidos en este libro, ya había aparecido en una revista argentina. En su primera aparición, en la revista Crítica (el 30 de septiembre de 1933, en el mismo número en el cual fue publicado otro cuento de Borges, «El Impostor Inverosímil Tom Castro»), apareció sin firma.
En el libro, el cuento es presentado como traducción de unas páginas del libro The Lake Regions of Equatorial Africa, de Richard Francis Burton. Sin embargo, esto es una mentira: Norman Thomas di Giovanni afirma que «"El espejo de tinta" no tiene nada que ver con Burton». De hecho, el libro de Burton (el traductor inglés de las Mil y una noches) tiene como título The Lake Regions of Central Africa, en vez de «Equatorial» Africa. Más bien, la fuente original de (parte por lo menos de) el cuento es el libro Manners and Customs of the Modern Egyptians, escrito por Edward William Lane, el cual, según Di Giovanni, fue uno de los libros favoritos de Borges.

## Trama
Abderrahman el Masmudí, el hechicero del cruel Rey Doliente de Sudán, tiene poderes sobrenaturales que le permiten proyectar las maravillas del mundo en un pequeño espejo de tinta. Entre esas maravillas siempre aparece un hombre con una máscara. Un día, el rey despiadado pide ver morir un hombre. En el espejo de tinta aparece un hombre con el rostro cubierto. El hechicero manda traer a ese hombre, y cuando lo traen a la presencia del rey, el hechicero le advierte sobre el peligro de matar a este hombre. El rey le pide que prosiga con la ejecución y cuando le quitan la máscara al hombre, el rey ve que la cara de aquel hombre es la suya propia. El miedo y la locura lo invaden y rueda muerto por el suelo.

## Personajes
- El Rey Sudanés Yakub «El Doliente»
- El Hechicero
- El Enmascarado

## Simbología

### Tinta
La tinta representa la escritura y la literatura mismas. Pero la escritura en Borges es idéntica al proceso de lectura, es decir, estos dos procesos son dos caras de la misma moneda: la creación. Entonces, la creación estaría en el centro de la obra Borgeana, y como ejes creadores estarían la escritura (tinta, reescritura), la lectura (y relectura), la palabra, el pensamiento y el sueňo, como en «Las ruinas circulares», un cuento que afirma su biógrafo es una «parábola sobre la creatividad».
La tinta es entonces metáfora de la literatura y la literatura es creación pura. Alfonso de Toro argumenta que la tinta-literatura en Borges es un «sueño dirigido». Es decir, se reconoce que hay un elemento «irreal» en Borges pero a la vez se acepta que este carácter irreal es más bien un artificio muy lógico y estructural del estilo Borgeano. En realidad no hay nada de irreal en Borges, porque él ha renunciado a la «realidad» desde el inicio, y ha escogido la ficción como su único mundo posible. Entonces la frase «sueño dirigido» se refiere a la retórica empleada por el escritor Borges, y no tanto a la naturaleza real o irreal de su obra. Borges nos sumerge de lleno en el mundo de los sueños, es decir, estamos en ese mundo desde el principio de sus cuentos. Y nunca salimos de ese sueño, salvo para ir a otro sueño. Esta es la «realidad» en Borges.
Como explica el crítico Alberto Ribas-Casasayas, la tinta (el lenguaje) tiene poder: es como las palabras que «hacen cosas, crean un encantamiento, son vehículo de una invocación». Se dice «Hágase X» y se hace X. Ribas-Casasayas explica que la tinta-escritura en Borges es como una entelequia aristotélica, y por entelequia se entiende: «entidad inmaterial que contiene en sí misma el motor que conduce al fin o actualización que ella misma es en potencia». La tinta es pues El Logos Bíblico, La Palabra, El Soplo Divino, que al nombrar, crea. Alazraki apoya esta naturaleza religiosa, divina, de la tinta, y que prefigura objetos divinos como el Aleph o bien la visión de la Rueda en «La Escritura del Dios». La tinta es el instrumento mágico del «poeta que nombra al mundo», creándolo y recreándolo.

### Espejo
Los espejos son objetos-símbolos muy recurrentes en la obra del escritor Borges: «forman parte de la biografía de Borges, de sus obsesiones y de sus terrores nocturnos desde su niñez». Sobre este horror a los espejos, el mismo autor-narrador nos dice en el cuento «Los espejos velados» que: «Yo conocí de chico ese horror de una duplicación o multiplicación  espectral de la realidad, pero ante los grandes espejos. Su infalible y continuo funcionamiento, su persecución de mis actos, su pantomima cósmica, eran sobrenaturales entonces desde que anochecía».
Pero en este cuento, el espejo es más bien un instrumento productor de realidades, que van desde la mente del hechicero, pasan por el espejo y terminan en la mente del Rey Yakub. En realidad es el hechicero quien hace posible estas apariciones, a través de la magia y el poder de la palabra.
Otra interpretación del espejo sería la de una especie de pasadizo fantástico, donde se podría ingresar a otra dimensión, universo o bien, situarse fuera del tiempo, en un lugar atemporal, como lo afirma Balderston: «El Sur...alude a la eternidad del instante. Hay varias figuras heroicas en Borges que viven fuera del tiempo, en la eternidad y separados de nosotros como por un cristal».
Para Alazraki, el espejo sería no tanto un tema o leitmotif recurrente sino más bien un aspecto central de la estructura estilística borgeana. Es decir, no se niega la presencia constante de la imagen o metáfora del espejo, pero para Alazraki el espejo es un instrumento retórico alrededor del cual se tejen sus historias, es un eje central, un «diseňo organizador del relato, el principio estructurador». Así que Alazraki está de acuerdo con el comentario del desconstruccionista Paul de Man, quien dice que «todos los cuentos [de Borges] tienen una estructura semejante a un espejo». Alazraki trata de seguir esta línea crítica-literaria en torno a un principio estructurador muy evidente.

### El círculo y el tiempo
Es muy posible que en Borges el círculo sea un referente del Tiempo. Según la experta Beatriz Borovich «El tiempo en Borges fluye en círculos infinitos, junto con las letras y los planetas». Entonces, con respecto al tiempo, Borovich señala un claro concepto de «eterno retorno» inmanente en la obra borgeana. Mientras tanto, otra experta en Borges, Ana Berrenechea nos dice que uniendo las filosofías de Berkeley, Schopenhauer y Nietzsche, Borges llega a la conclusión de que «todas las cosas vuelven cíclicamente».
Jaime Alazraki también nos habla de la relación entre círculo y tiempo: «De todos los esquemas temporales en Borges, su preferido es el cíclico o circular». Sin embargo, este concepto de Eterno Retorno, para Alazraki, no es el clásico noción de la repetición de lo mismo, o el eterno retorno de lo idéntico, sino más bien de un tiempo cíclico en el que hay pequeňas variaciones: «En el ensayo sobre J.W. Dunne, Borges presenta al lector la espléndida teoría de Dunne sobre El Tiempo, en el que el tiempo tiene innumerables dimensiones». Y según Alazraki, es esto lo que vemos en «El jardín de senderos que se bifurcan», pues es allí donde encontramos una «red creciente y vertiginosa de tiempos divergentes, convergentes y paralelos».
Por otro lado, también se puede entender el círculo como la esfera divina, sin centro y sin circunferencia, infinita pues en el tiempo y en el espacio. Para Robin Lefere, el círculo es sin duda Dios: «La Rueda en este cuento es una revelación del absoluto. Ésta es aún más reveladora que el Aleph: además de proporcionar una visión total, la propia visión del universo, revela las causas y los efectos, por tanto, la Necesidad y la Unidad última de Todo». Otro experto, Adrián Huici, piensa también que el círculo es Dios, y enseguida hace un repaso por la historia de esta idea del círculo. Además, este autor también relaciona la idea de círculo con la idea de eternidad o la «doctrina de los ciclos». Entonces el círculo es relacionado con Dios, el tiempo y la eternidad.

### Desierto
El desierto es la metáfora del laberinto.  Se ve muy bien cómo el desierto es una versión laberíntica borgeana en el cuento «Los dos reyes y los dos laberintos» (recogido en El Aleph), en el que el rey babilónico se pierde y muere, como castigo a su arrogancia. Entonces, el desierto, además de ser una creación de Dios, es también símbolo de otra cosa, no necesariamente como algo en sí mismo. El símbolo en Borges es pues siempre símbolo de otra cosa más, el referente nunca es estático, sino dinámico.
También, hay que señalar que el desierto puede ser visto como una metáfora de las posibilidades de la literatura de ir en direcciones infinitas, usando un lenguaje finito. Mientras que los laberintos edificados por reyes y sociedades son finitos, el desierto, creado por Dios, es infinito, como las posibilidades para el lector y para el escritor, y esto sugiere la naturaleza infinita de la escritura y la literatura.

### Máscara
Según Norma Garza Saldívar la máscara significa o bien el doble o bien la otredad: «La máscara juega a ser otro, a representar otro ser». También podría ser la palabra del poeta o literato, ya que la palabra a veces funciona como instrumento y otras veces es una barrera. A veces nuestro lenguaje es muy pobre y no podemos acceder a los misterios del universo a través de éste.
Otras interpretaciones de la máscara hacen alusiones, primero que nada, a aquello que la máscara cubre: la cara. Sylvia Molloy piensa que el uso de máscaras como un leitmotif (igual que los espejos, laberintos, etc.) en la obra borgeana cumple una función de lo que llama (en una discusión de «El tintorero enmascarado Hákim de Merv») «theatrical distancing», es decir, como una forma de performance e incluso de decepción. Entonces, la máscara esconde o disfraza no solo al autor mismo, el ser real Borges, sino que puede ser también la última barrera rumbo al absoluto, al sentido o a lo sagrado, como clama Alfonso de Toro.
También, para este último crítico, las diferentes máscaras que utilizan y las formas de disfrazarse que realizan los personajes («Tom Castro» en particular) en los textos borgeanos simbolizan el intento de encontrar una identidad absoluta, que en realidad no existe. En muchos de los cuentos de Borges se topa el lector con las máscaras de la divinidad, y algunas veces con la divinidad misma, como en «El Aleph», pero este intento de fijar y comprender lo divino inevitablemente falla.

## Intratextualidad
Algunos otros cuentos borgeanos en que los espejos, máscaras, círculos y tinta son temas o motivos centrales serían: 
- De Historia universal de la infamia (1935): «El espectro», «El impostor inverosímil Tom Castro», «Los espejos abominables», «El rostro», «El brujo postergado»
- De Historia de la eternidad (1936): «El tiempo circular»,
- De Ficciones (1944): «Las ruinas circulares», «El jardín de senderos que se bifurcan»
- De El Aleph (1949): «El zahir», «La escritura del dios», «Los dos reyes y los dos laberintos», «El Aleph»
- De Otras inquisiciones (1952): «La esfera de Pascal», «El espejo de los enigmas»,
- De El hacedor (1960): «Los espejos velados», «Parábola del palacio», «Los espejos»
- De El libro de arena (1975): «El espejo y la máscara»

## Interpretaciones
«El espejo de tinta» es una historia que, en palabras de Ribas-Casasayas, «explica cómo, a través de un ritual mágico de comunicación sígnica, un personaje se encuentra cara a cara con sus propias acciones, y cómo éstas se convierten en la síntesis de su destino último». Según Ribas-Casasayas hay dos vertientes de explicación posibles en «El espejo de tinta». Una tiene que ver con el interés estético del Rey Yakub. De las posteriores enumeraciones de las visiones en el espejo puede extraerse que «este personaje fluctúa entre el deleite estético y el ansia de conocimiento».
Entonces, el interés del Rey Doliente va más allá de la estética y entra en el campo de lo cognoscitivo. Esto sucede cuando el tirano adquiere la visión de «cosas imposibles de describir», «la ciudad que se llama Europa», y al entablar un contacto perceptivo con lo que otros sudaneses del siglo XIX no podrán ver jamás, entonces se entromete en las visiones de este rey cruel la figura del enmascarado, que es una «trampa del hechicero» para instigar «el ansia de Yakub por saber: el deseo de conocer la identidad de la figura, descubriéndola».
Se equipara pues a la palabra con el acto creador. La palabra es usada por el hechicero de este relato para crear al nombrar.  Cómo nos dice José Muñoz Millanes, «nombrar, enunciar, enumerar equivale a hacer uso del nombre con el fin de sacar a luz la realidad» y «el lenguaje [...] funciona como instrumento de conocimiento enseñándonos a ver el universo». La palabra nos ayuda a conocer la realidad, como le ayudó al Rey Doliente, y también a crear la realidad, como lo hizo el hechicero.
Si nos enfocamos en el tema de la máscara o el enmascarado, entonces otra posible interpretación sería la de la pérdida de la identidad por tratar de ver la alteridad o absoluto, aquello que no tiene cara, pero que es en realidad nuestra propia cara. Es decir, desde un punto de vista psicoanalítico, lacaniano, el Rey Doliente sería un absoluto narcisista, y que al pasar por la fase del espejo, se topa con su «yo imaginario», su otredad, se pierde a sí mismo (muerte) y esto «conlleva un desdoblamiento» ya que «la narración nos muestra y nos diluye en las múltiples expresiones de nuestro yo».
Sugiere Rodríguez Martín que «la literatura posee una naturaleza dual en la medida en que es al mismo tiempo instrumento de salvación y perdición puesto que la narración nos muestra y nos diluye en las múltiples expresiones de nuestro yo». Es decir, la escritura y la tinta también nos muestran y nos diluyen en las máscaras y el enmascarado. Por un lado, el cruel Rey Doliente puede maravillarse ante las imágenes increíbles que causa la magia de las palabras en el espejo, pero por otro, él mismo provoca su muerte al querer ir más allá de esas palabras o imágenes e intentar ver el absoluto.